# 馬納蒂 (古巴)
馬納蒂是古巴的城鎮，属拉斯圖納斯省，面積953平方公里，海拔高度5米，2004年人口433,573，人口密度為每平方公里35.2人。